# Zur Psychopathologie des Alltagslebens

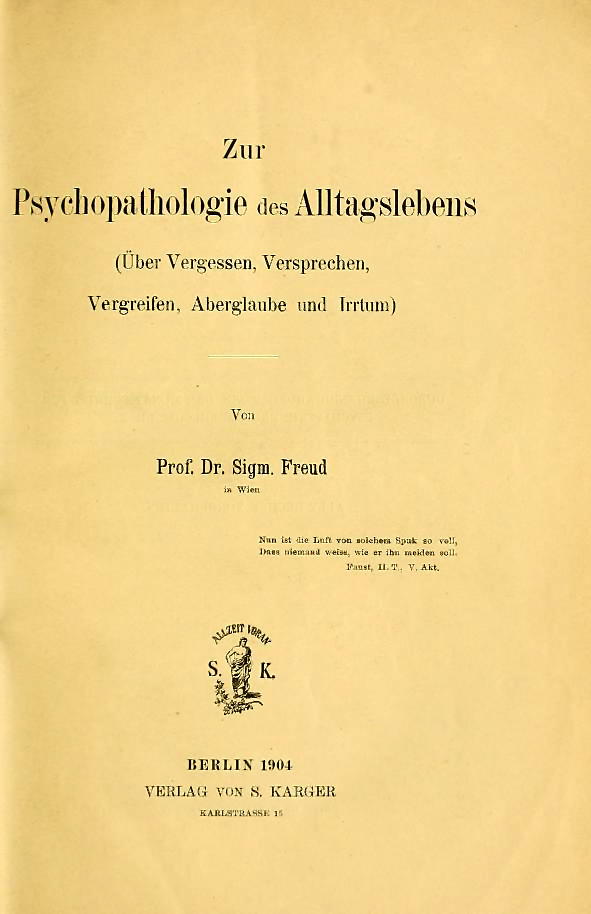
Erstdruck 1904

Zur Psychopathologie des Alltagslebens ist eine 1901 in der Monatsschrift für Psychiatrie und Neurologie und 1904 in Buchform erschienene Studie von Sigmund Freud. Der Untertitel lautet in den ersten Auflagen Über Vergessen, Versprechen, Vergreifen, Aberglaube und Irrtum, in späteren Auflagen findet man auch „Aberglauben“ statt „Aberglaube“.

## Inhalt
Freud führt in seiner Studie seine Theorie aus, wonach ein Großteil alltäglicher Fehlleistungen, wie das Versprechen, Vergessen, Verschreiben, Vergreifen, Verlegen von Gegenständen und anderen Fehlhandlungen und Irrtümern Ausdruck unbewusster Absichten ist. Es handelt sich also nur auf den ersten Blick um zufällige oder sinnlose Fehlleistungen bzw. Versehen, tatsächlich aber um sinnvolle Mechanismen des Unbewussten.
Die Psychopathologie des Alltagslebens ist weniger eine Entdeckung Freuds als die Anwendung der Methode der Psychoanalyse auf ein bekanntes Phänomen. So konnte Freud unter anderem auf reichhaltiges Material in der Literatur zurückgreifen. Beispielsweise will in Fontanes L’Adultera eine junge Frau ihrem Ehemann einen Ball zuwerfen, wirft ihn aber „versehentlich“ einem danebenstehenden jungen Mann zu, den sie – noch unbewusst – erwählt hat und der später ihr Liebhaber wird. Zur psychologischen Bedeutung von Versprechern führt Freud Stellen in den Werken Shakespeares und Schillers an, stützt sich aber vor allem auf die Sammlung von Versprechern des österreichischen Sprachwissenschaftlers Rudolf Meringer, die wenige Jahre vorher erschienen war. Ebenso werden von alters her dem Vergessen oder falschem Erinnern von Namen und Sachverhalten nachvollziehbare Motive unterstellt.
Mit psychoanalytischer Methodik deckt Freud auch weniger offensichtliche psychische Motive von Fehlleistungen auf. Dabei kommt er bei der Analyse von Unfällen teilweise zu dem Ergebnis, es handle sich um unbewusst angestrebte Selbstbeschädigungen.
Das Buch Zur Psychopathologie des Alltagslebens gilt bis in die Gegenwart als ein Grundlagenwerk der Psychoanalyse.
Die durch Versprecher geleistete Offenbarung von Affekten, die man eigentlich verschweigen will, die sich aber häufig auf komische Weise Bahn brechen, nennt man Freudscher Versprecher.

## Kritik
Der Sprachwissenschaftler Rudolf Meringer, dessen Werk Versprechen und Verlesen: eine psychologisch-linguistische Studie (1895) eine wichtige Quelle für Freuds Versprecherbeispiele lieferte, kritisierte Freuds Analyse der Versprecher in zwei Schriften von 1908 und 1923.
Eine eingehende Kritik der Freudschen Theorie zu Fehlleistungen aus textkritischer Perspektive trug der italienische Altphilologe Sebastiano Timpanaro in seinem 1974 erschienenen Buch Il lapsus freudiano: Psicoanalisi e critica testuale (deutsch: Die Freud’sche Fehlleistung: Psychoanalyse und Textkritik) vor.

### Ausgaben
- Sigmund Freud: Zur Psychopathologie des Alltagslebens. In: Monatsschrift für Psychiatrie und Neurologie. Band X, Nr. 1, 1901, S. 1–80 (archive.org).
- Sigmund Freud: Zur Psychopathologie des Alltagslebens. (Über Vergessen, Versprechen, Vergreifen, Aberglaube und Irrtum). S. Karger, Berlin 1904 (Reprint: Outlook Verlagsgesellschaft, Bremen 2012, ISBN 978-3-86403-458-9)
- Sigmund Freud: Gesammelte Werke, chronologisch geordnet. Bd. 4. Zur Psychopathologie des Alltagslebens. Hrsg. v. Anna Freud. Imago, London und S. Fischer, Frankfurt am Main 1941.
- Sigmund Freud: Zur Psychopathologie des Alltagslebens. Über Vergessen, Versprechen, Vergreifen, Aberglaube und Irrtum. Mit einer Einleitung von Ricardo Steiner. Fischer Taschenbuch Verlag, Frankfurt am Main 2009, ISBN 978-3-596-90178-4

### Sekundärliteratur
- Rudolf Meringer: Aus dem Leben der Sprache. B. Behr, 1908.
- Rudolf Meringer: „Die täglichen Fehler im Sprechen, Lesen und Handeln.“ Wörter und Sachen 8 (1923): 122-141.

- Sebastiano Timpanaro: Il lapsus freudiano: Psicoanalisi e critica testuale. La Nuova Italia, Florenz 1974. Englische Übersetzung: The Freudian Slip: Psychoanalysis and Textual Criticism. Übers. v. Kate Soper. NLB, London 1976; Verso, London 1985, ISBN 978-1-84467-674-3.